# Euplexia postmarginata
Euplexia postmarginata là một loài bướm đêm trong họ Noctuidae.